# Rochefort (Neuchâtel)
Pour les articles homonymes, voir Rochefort.
Rochefort est une commune suisse du canton de Neuchâtel, située dans la région Littoral.

## Géographie

Vue aérienne par Walter Mittelholzer (1927).

Rochefort mesure 25,84 km2. 5,0 % de cette superficie correspond à des surfaces d'habitat ou d'infrastructure, 32,4 % à des surfaces agricoles, 62,5 % à des surfaces boisées et 0,1 % à des surfaces improductives.
La commune est limitrophe de Val-de-Travers, Brot-Plamboz, La Sagne, Val-de-Ruz, Milvignes, Neuchâtel et Boudry.
Elle se situe à une altitude moyenne de 999 m. Son point le plus bas se situe dans les Gorges de l'Areuse (523 m) alors qu'elle atteint les 1 390 m à son point culminant, au nord des Cucheroud-Dessus.
La commune de Rochefort englobe plusieurs autres petits villages dépendants de l'administration rochefortoise qui se nomment : Brot-Dessous, Chambrelien, Champ-du-Moulin, Fretereules, Les Grattes et Montézillon. Les autres zones périphériques de Rochefort  se nomment : La Tourne, Crostand, La Prise Ducommun et La Prise Imer.

## Histoire
Rochefort est très important au niveau du trafic international grâce notamment à la route qui conduit de France à Neuchâtel, par le Val-de-Travers. Tout porte à croire que Rochefort existe depuis fort longtemps. En effet, dans le plus ancien document de l’histoire neuchâteloise, datant de 998, apparaît le nom du village de Broc. Il est quasi certain qu’à ce moment-là, Rochefort, mieux situé, existait déjà. En 1194 enfin, un Humbertus de Rupeforti est cité comme témoin dans l’acte pour lequel l’évêque de Lausanne fait don de la Lance à Fontaine-André. La localité du nom de Rochefort est ainsi attestée.[réf. nécessaire]
Le château de Rochefort se situait sur le territoire actuel de la commune. Il sera progressivement abandonné, entraînant sa ruine au début du XVIe siècle.
Le 14 mars 2013, un groupe de passionnés a fêté la décapitation de Vauthier, seigneur de Rochefort, condamné pour faux et usage de faux. Il fut entre autres l'habitant du château de Rochefort. Cette commémoration a été à l'origine de la création de l’Association des Amis du Château de Rochefort ayant pour but de sauvegarder, pérenniser et mettre à disposition du public le site historique. Cette association a aujourd'hui son propre site internet Château de Rochefort. La revue historique neuchâteloise no 2013/01 est la référence pour l'histoire de ce château.
Le 1er janvier 2016, la commune a fusionné avec sa voisine de Brot-Dessous, le nom de la nouvelle commune étant resté Rochefort.

## Démographie
Rochefort compte 1 313 habitants fin 2022. Sa densité de population atteint 51 hab./km2.
Le graphique suivant résume l'évolution de la population de Rochefort entre 1850 et 2010 :

## Scolarité
La commune de Rochefort fait partie du Cercle scolaire de CESCOLE qui regroupe l'ensemble des enfants en âge de scolarité obligatoire (1-11) des communes de Boudry, Cortaillod (partiel), Milvignes et Rochefort. 
Les enfants se rendent au collège de Rochefort de la 1re à la 7e année puis au collège de Longueville à Colombier de la 8e à la 11e année.
Font exception, les enfants de Montézillon qui fréquentent, de la 3e à la 7e année le collège de Montmollin puis le collège des Coteaux à Peseux de la 8e à la 11e année.
Des services de bus (publics ou de transport scolaire) assurent le déplacement des élèves.

## Commerces et exploitations
La commune de Rochefort compte encore un peu plus d'une dizaine d'exploitations agricoles, ainsi que quelques artisans. On y trouve également un peu de petite industrie, mais la majorité des habitants exercent leur activité professionnelle à l'extérieur de la commune.

## Sociétés locales et vie associative
L'ensemble des sociétés de la commune se regroupe sous l'égide des Sociétés Locales de Rochefort, association de droit suisse fondée en 1942. Celle-ci regroupe le Groupement de Jeunesse de Rochefort, la Fédération Suisse de Gymnastique de Rochefort (250 membres), le Badminton-Club de Rochefort, le Chœur d'hommes, la société de Tir de la commune et le comité d'organisation de la Fête Villageoise de Rochefort.
La Fête Villageoise figure d'ailleurs parmi les principaux évènements récurrents de la commune. Elle se déroule chaque année durant le deuxième week-end du mois de juillet et comprend la tenue de deux évènements reconnus à l'échelle cantonale : le Championnat International de Lancer de la Godasse ainsi que le Trophée des Tablettes, course de montagne fréquentée notamment par Marc Lauenstein, vainqueur de Sierre-Zinal en 2013.
Fait particulier relatif à la vie locale, la commune compte deux médias destinés à informer les habitants de son actualité :
- Rochefort-News, blog fondé en 2010 ;
- La Nova, journal illustré bimestriel fondé en 2011.

## Monument
Les ruines du château de Rochefort se trouvent à un peu plus d'un kilomètre à l'ouest de la gare de Chambrelien. Elles sont accessibles à pied par des chemins pédestres.

## Héraldique
L'origine de l'écusson est inconnue malgré des recherches de Maurice Tripet (archiviste du canton de Neuchâtel dans les années 1892) qui pensait que l'écu de Rochefort a été emprunté à un noble anglais répondant an nom de Rochefort qui aurait été de passage sur la commune. Cela a été démenti par Charles McLaren (1er baron Aberconway) qui a affirmé qu'aucune famille de Rochefort n'existait avec cet écu.
Ce qui laisse intacte le mystère de l'origine de l'écu de la commune de Rochefort.